# Park Mikołaja Kopernika we Wrocławiu
Park Mikołaja Kopernika (dawniej: Park Staromiejski, Ogród Staromiejski, Park Hanki Sawickiej; niem. Zwingerpark lub Zwingergarten) – park miejski zlokalizowany we Wrocławiu, w rejonie tzw. Promenady Staromiejskiej, po wewnętrznej stronie Fosy Miejskiej (która wyznacza południową granice parku). Obecna nazwa parku obowiązuje na podstawie Uchwały Rady Miejskiej Wrocławia z dnia 9 października 1993 roku (nr LXXI/454/93) w sprawie nazw parków i terenów leśnych istniejących we Wrocławiu. Od wschodu park ogranicza ulica Wierzbowa i budynek dawnego pałacu Leipzigera. Za nimi jest plac, na którym usytuowany jest pomnik Mikołaja Kopernika. Północną granicę parku wyznacza ulica Teatralna oraz stojący za nią budynek dawnej łaźni miejskiej. Od zachody park ogranicza plac Teatralny i ulica Bożego Ciała. W ich bezpośrednim sąsiedztwie zlokalizowany jest budynek Wrocławskiego Teatru Lalek. Nieco dalej, przy ulicy Świdnickiej, stoi pomnik Bolesława Chrobrego. Inspiracją dla założenia parku w tym miejscu były XIX-wieczne Ogrody Tivoli w Kopenhadze.
W parku znajduje się m.in. karuzela wolnoobrotowa dla dzieci. Atrakcja ta jest jednak czynna wyłącznie podczas dobrej pogody.

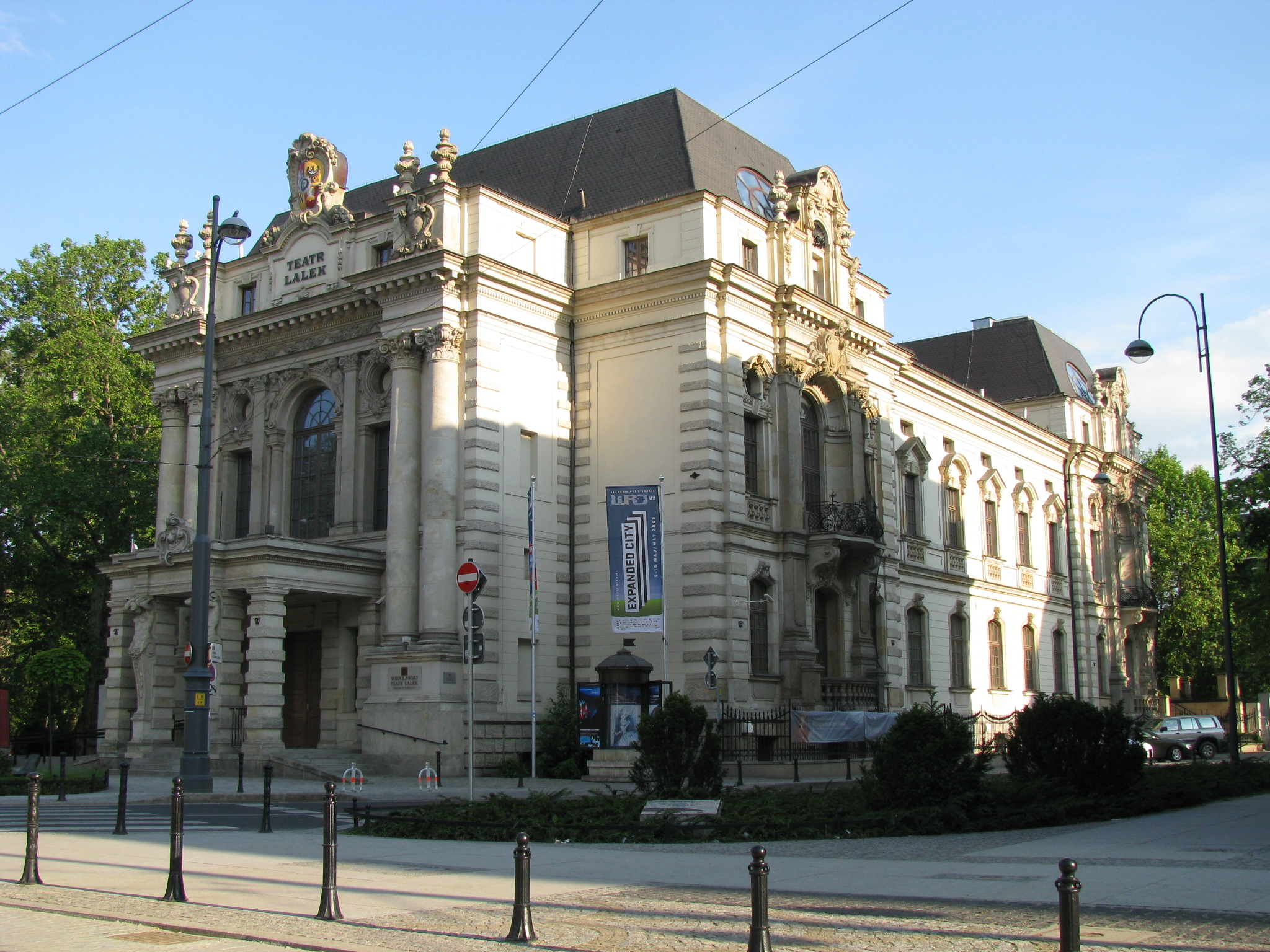
Budynek Teatru Lalek
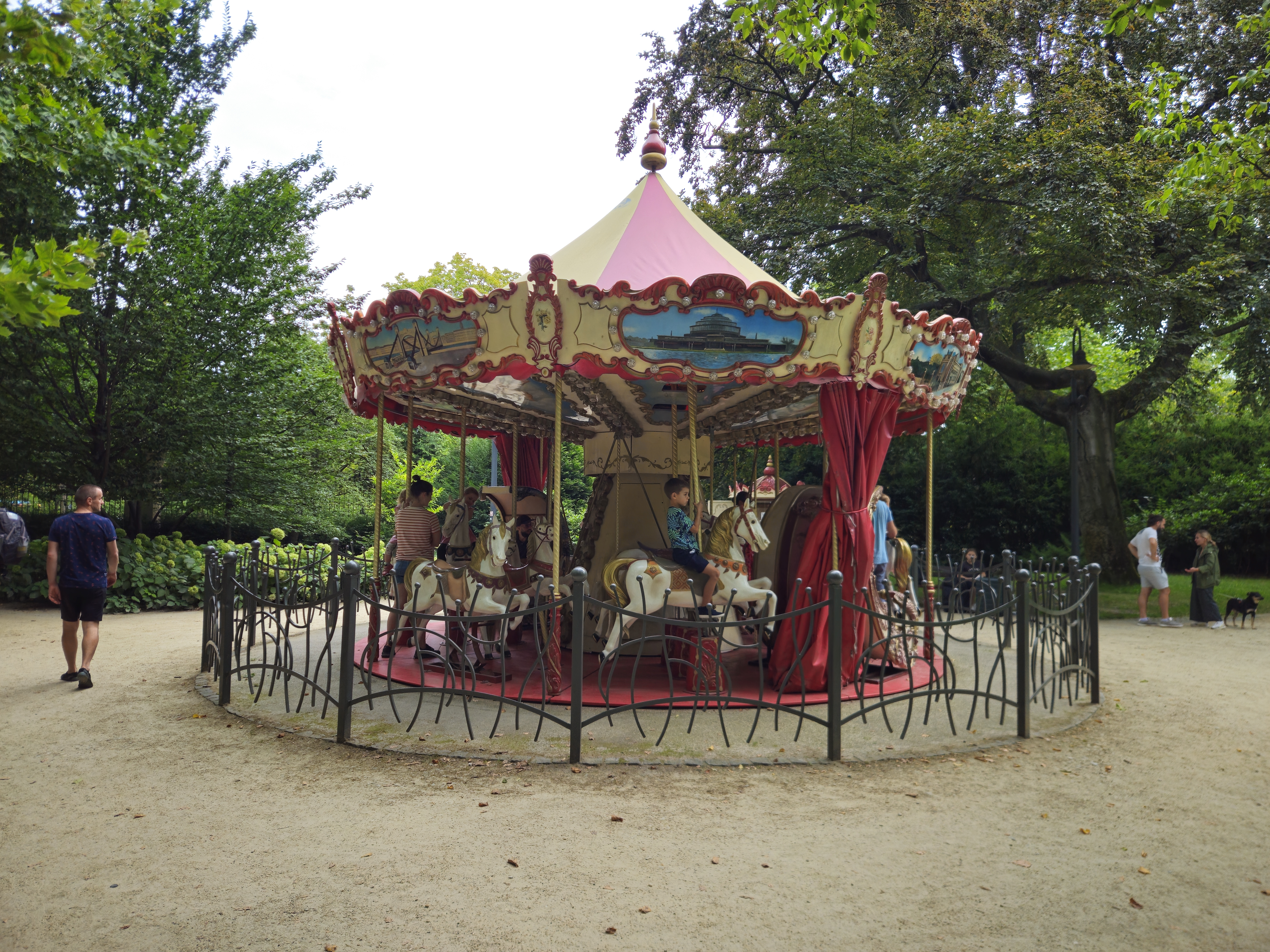
Karuzela wolnoobrotowa
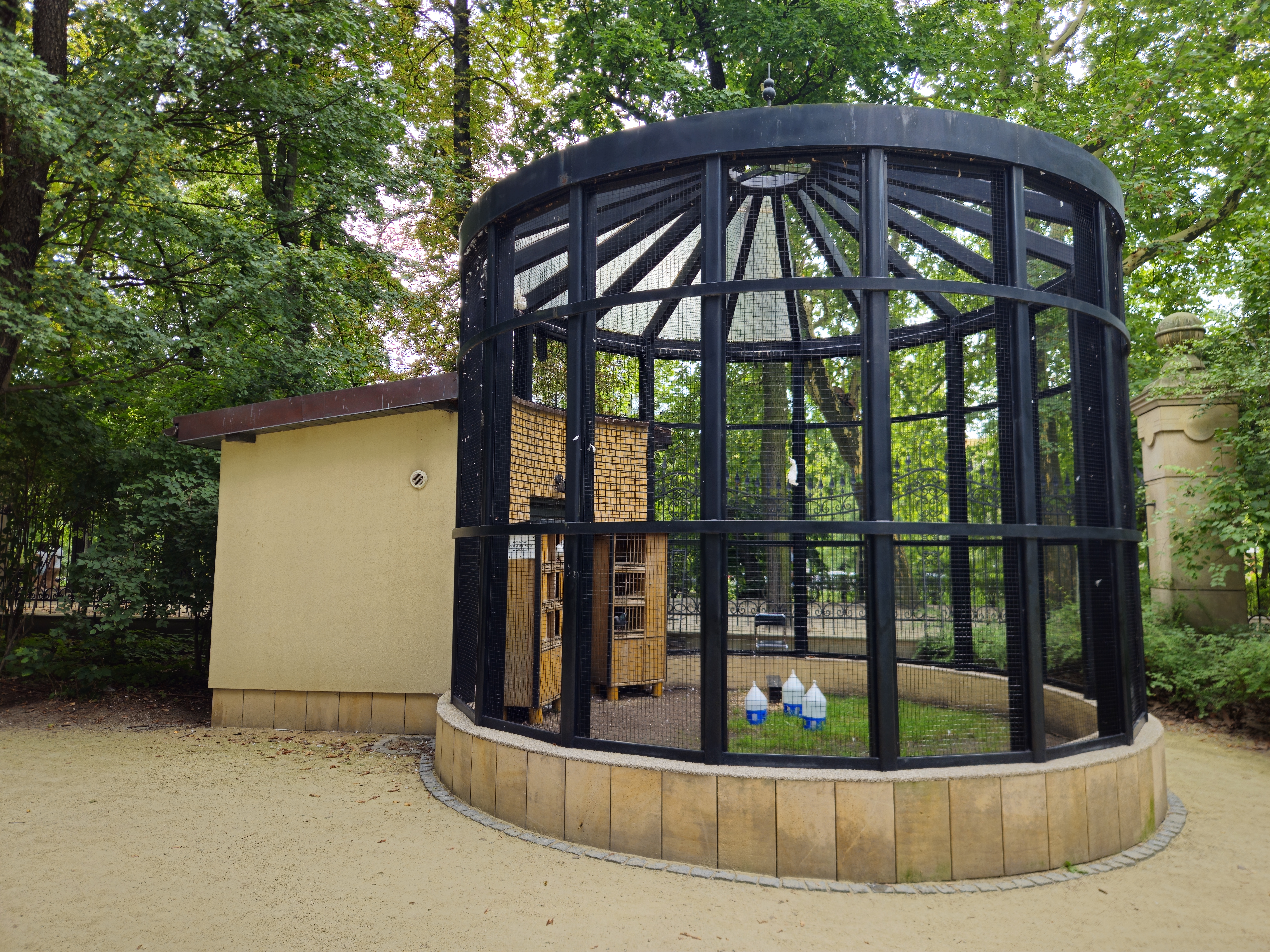
Woliera
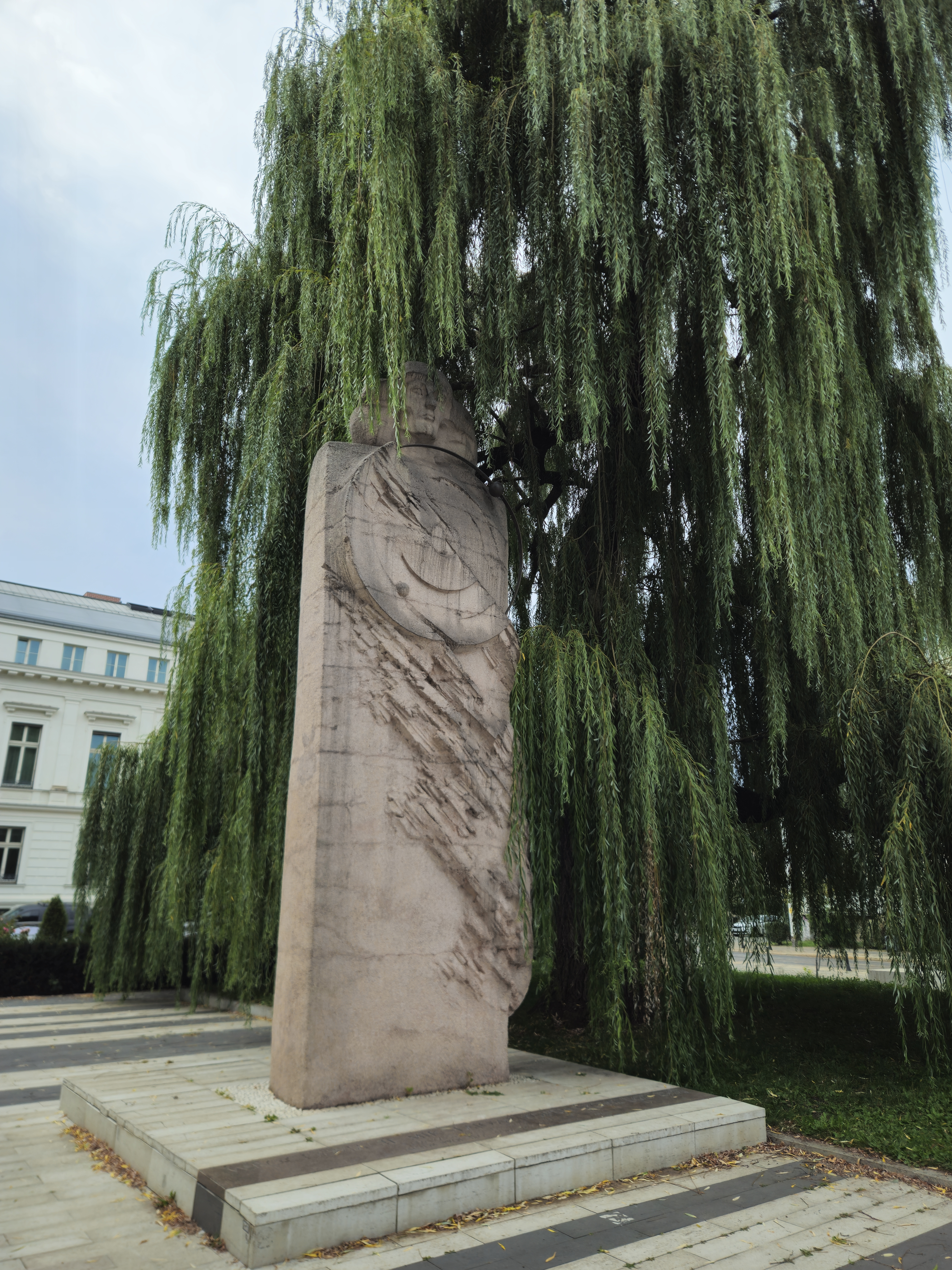
Pomnik Mikołaja Kopernika

## Kompozycja

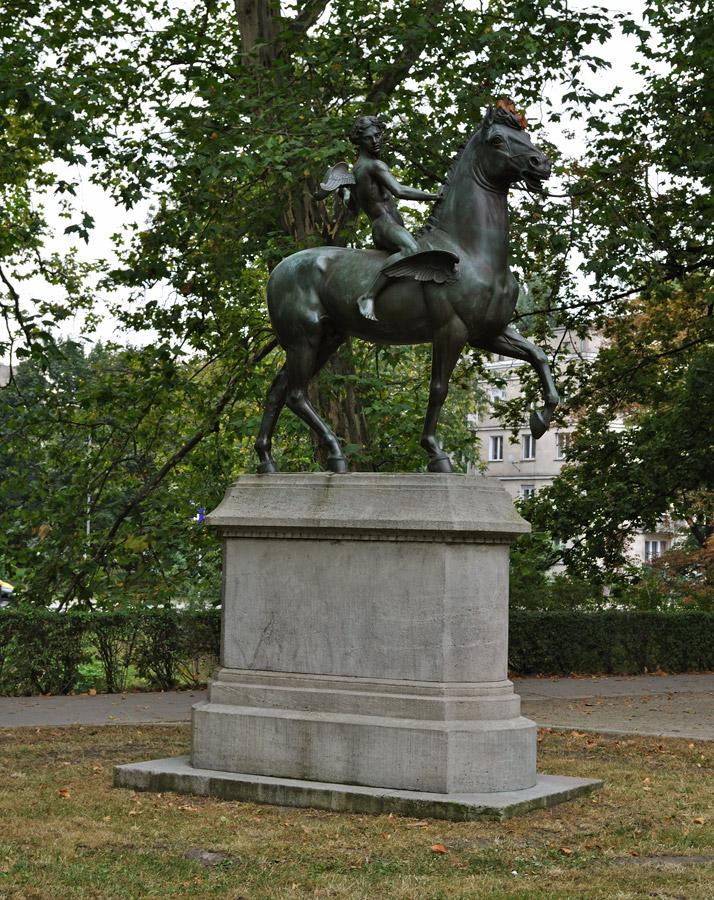
Pomnik Amora na Pegazie

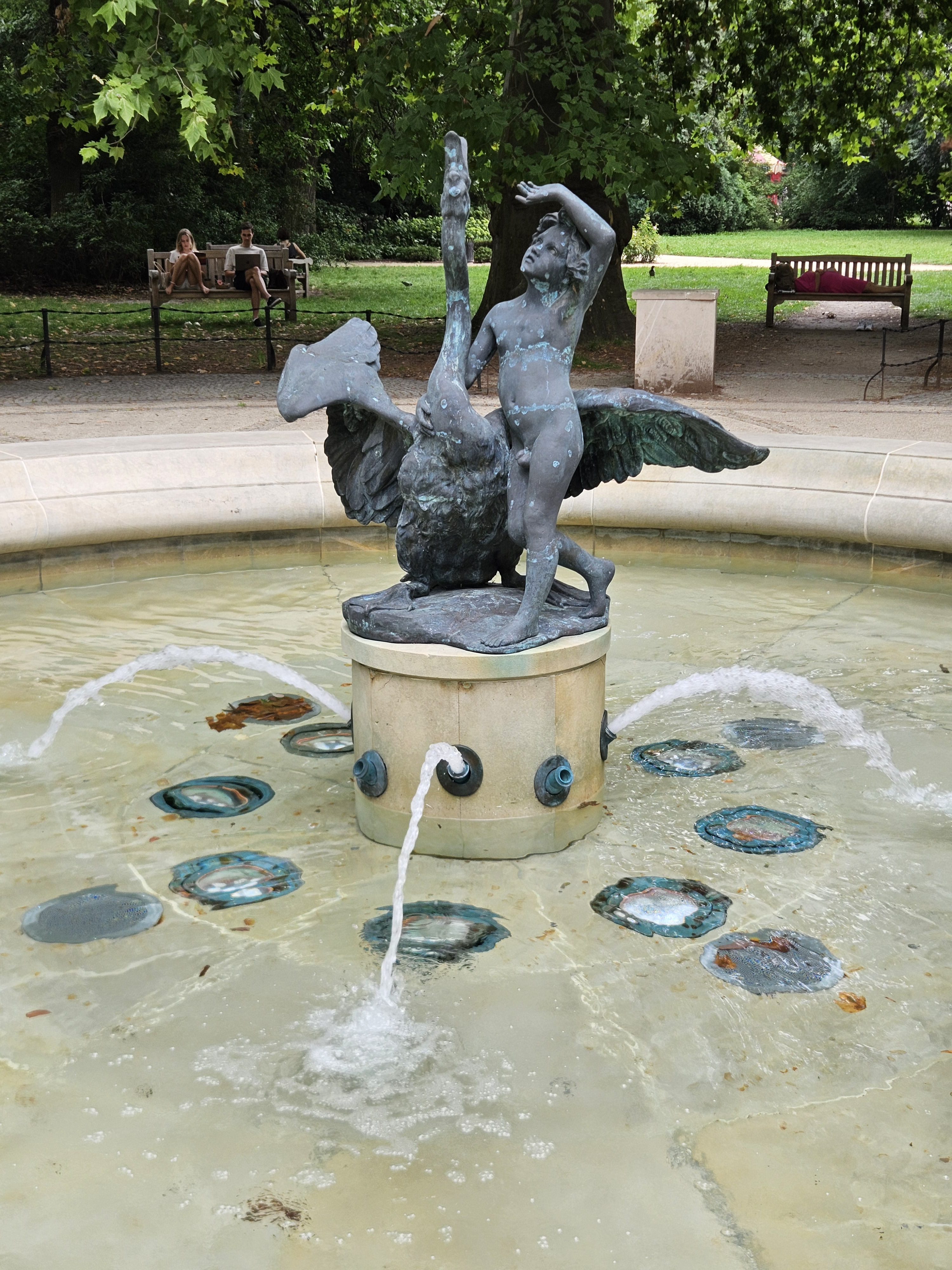
Chłopiec z łabędziem

Swoją kompozycją park przypomina przedwojenny miejski ogród z alejkami w charakterystycznym XIX-wiecznym układzie. Otacza go wysokie, kute, ażurowe ogrodzenie. W samym parku znajduje się plac zabaw dla dzieci, a w południowo-wschodniej części usytuowany jest pomnik „Amor na Pegazie” (niem. Amor auf dem Pegasus). Od strony Teatru Lalek zainstalowana jest natomiast fontanna „Chłopiec z łabędziem” (niem. Knabe mit dem Schwan), pochodząca z 1834 roku, zniszczona podczas II wojny światowej i odtworzona dopiero w 2010 r.

## Historia
W XVI wieku na terenie obecnego parku zlokalizowana była strzelnica Bractwa Kurkowego, związanego z budynkiem Resury Kupieckiej (obecnie mieści się tam Teatr Lalek). W II połowie XVIII w. strzelnicę przekształcono w Ogród Staromiejski. Jego projektantem był Johann Friedrich Knorr. W 1853 roku rada kupiecka odkupiła od miasta część przyległych terenów, powiększając w ten sposób powierzchnię ogrodu. Został on następnie gruntownie przebudowany, według projektu i pod nadzorem Heinricha Göpperta. To on wprowadził na teren ogrodu wiele nowych odmian krzewów i drzew, m.in.: platany klonolistne (Platanus acerifolia), tulipanowce (Liriodendron), surmie (Catalpa), wiciokrzewy (Lonicera), różaneczniki (Rhododendron) oraz żywotniki wschodnie (Platycladus orientalis) i żywotniki zachodnie (Thuja occidentalis).
W 1891 r. ogród przeszedł ponowną rozbudowę, zgodnie z projektem ówczesnego dyrektora Ogrodu Botanicznego w Berlinie. Inspiracją dla nowych założeń były XIX-wieczne Ogrody Tivoli w Kopenhadze. W 1917 r., zrealizowano niektóre założenia Carla Ferdinanda Langhansa. W ten sposób, zgodnie z założeniami francuskimi, w ogrodzie zapanowała symetria. We jego wschodniej części powstał natomiast ogród warzywny.
Wszystkie budowle znajdujące się na terenie ogrodu (tj. oranżeria, musza koncertowa, dom ogrodnika i pergola), a także jego ogrodzenie, zostały zniszczone podczas II wojny światowej. Pierwsze próby renowacji ogrody miały miejsce w latach 60. XX w., jednak dopiero w latach 2009–2010 jego przeprowadzono gruntowną renowację i modernizację, wzorując się na jego wyglądzie z 1894 r. Wówczas powstało m.in. nowe ogrodzenie okalające oraz letnia scena teatru.

## Przyroda
Obecnie szatę roślinną parku tworzą głównie: cisy pospolite (Taxus baccata), platany klonolistne (Platanus acerifolia), klony (Acer), buki zwyczajne (Fagus silvatica), robinie akacjowe (Robinia pseudoacacia), żywotniki (Thuja), grzybienie białe (Nymphaea alba), lilaki (Syringa), derenie(Cornus), wiciokrzewy (Lonicera) oraz śnieguliczki (Symphoricarpos).
W parku rosną również dwa miłorzęby dwuklapowe (Ginkgo biloba) oraz wiązowiec zachodni (Celtis occidentalis), które ustanowiono pomnikami przyrody.
W rejonie fosy można spotkać kaczki krzyżówki (Anas platyrhynchos), łabędzie nieme (Cygnus olor) oraz mewy śmieszki (Chroicocephalus ridibundus). Ciekawostką są również występujące w tym miejscu żółwie czerwonolice (Trachemys scripta elegans), które najprawdopodobniej zostały wypuszczone na wolność przez dawnych właścicieli.